# Amt Oldenburg-Land
Amt Oldenburg-Land er et amt i det nordlige Tyskland, beliggende i den nordøstlige del af Kreis Østholsten. Kreis Østholsten ligger i den østlige del af delstaten Slesvig-Holsten. Amtets administration er beliggende i byen Oldenburg in Holstein, selv om den ikke er en del af amtet.
Området ligger både sydvest og nordøst for Oldenburg i Holsten og grænser mod nord til Heiligenhafen og Østersøen, mod vest til den Kreis Plön og Østersøen, mod syd til Amt Ostholstein-Mitte og Amt Grube, og mod øst til Østersøen.

## Kommuner i amtet
- Göhl
- Gremersdorf
- Großenbrode
- Heringsdorf
- Neukirchen
- Wangels

## Historie
Amtet blev dannet 1. april 1970 som Amt Land Oldenburg med kommunerne Göhl, Gremersdorf, Heringsdorf og Neukirchen. 1. april 1977 indtrådte kommunen Wangels samtidig med at man ændrede navnet til Amt Oldenburg-Land. 1. januar 2008 opgav kommunen Großenbrode sin Amtsfrihed og blev en del af amtet.